# كاتريونا ماكول
كاتريونا ماكول (بالإنجليزية: Catriona MacColl)‏ هي ممثلة بريطانية، ولدت في 3 أكتوبر 1954 بلندن في المملكة المتحدة.

## أعمال

### أفلام
- (1981) الجحيم
- (2006) سنة جيدة[4]

## وصلات خارجية
- كاتريونا ماكول على موقع IMDb (الإنجليزية)
- كاتريونا ماكول على موقع ألو سيني (الفرنسية)
- كاتريونا ماكول على موقع أول موفي (الإنجليزية)
- كاتريونا ماكول على موقع قاعدة بيانات الفيلم (الإنجليزية)